# Chondrorrhina collinsi
Chondrorrhina collinsi är en skalbaggsart som beskrevs av Allard 1992. Chondrorrhina collinsi ingår i släktet Chondrorrhina och familjen Cetoniidae. Inga underarter finns listade i Catalogue of Life.